# صیدآباد (بخش مرکزی مشهد)
صیدآباد روستایی در دهستان طوس بخش مرکزی شهرستان مشهد استان خراسان رضوی ایران است.این روستا شامل دو مسجد بنام المهدی (مسجد پایین) و مسجد حضر ابوالفضل (مسجد بالا) میباشد.مدرسه دانش در ابتدای این روستاد قرار دارد.
شغل اکثر مردم روستا کشاورزی است و تعدادی دامداری هم وجود دارد.
تپه شربند از نقاط قدیمی روستا محسوب میشود.
این روستا محل زندگی و آرامگاه خادم قدیمی مسجد المهدی ( حاج عمو رجب جعفری خواه) میباشد.

## جمعیت
بر پایه سرشماری عمومی نفوس و مسکن در سال ۱۳۹۵ جمعیت این روستا ۲٬۰۳۳ نفر (۵۵۲خانوار) بوده‌است.
1. ↑  «نتایج سرشماری ایران در سال ۱۳۹۵». درگاه ملی آمار. بایگانی‌شده از اصلی (اکسل) در ۲۰ شهریور ۱۴۰۲.